# 服部緑地陸上競技場
服部緑地陸上競技場（はっとりりょくちりくじょうきょうぎじょう）は、大阪府豊中市服部緑地にある陸上競技場。

## 概要
- 第3種公認陸上競技場
- 全天候型8レーンの400メートルトラック。
- 収容人員：6,949人（メインスタンド3,949人、芝生席他3,000人）[1]。

## 沿革
1950年（昭和25年）に大阪府営豊中競輪場として開場し、大阪府や、豊中市周辺の都市が主催者となって開催を行った。しかし、同年に発生した鳴尾事件や、1954年（昭和29年）に後楽園競輪場で発生した騒乱事件により、当時通産大臣だった石橋湛山は、競馬の平日開催中止に同調する形で、競輪やオートレースについても平日開催の自粛方針を明らかにした。
これを機に、かねて公営ギャンブル開催に反対していた大阪府知事・赤間文三は、同年2月22日に1956年度（昭和31年度）以降の大阪府営競輪・競馬の開催中止を発表した。これは、競馬については赤字であった事、競輪については、土日開催に限定すると売り上げが半減するとの試算によるものである他、1953年（昭和28年）に発覚した府の競輪事務所に勤務する職員の横領事件を発端とする汚職事件の発生による問題の払拭も図る意味があった。一方、競輪の売り上げが重要な財源であった大阪府下の各都市については、開催中止は死活問題である反面、府の開催分を各市が分担開催することが可能であれば、却って収益が向上するとの期待もあった。
そこで、各都市の競輪組合と大阪府で折衝を重ねた結果、府営開催は中止するものの、府の所有する競輪場施設の提供中止は行わない事と、その一方で豊中競輪場を廃止してリクリエーション施設へ改装する事が決定し、競輪場は閉鎖されるに至った。
現存するのは豊中競輪場の跡を引き継ぐ競技場として再建された物である。
ピッチの芝生については、日本フットボールリーグ時代の主たる本拠地の一つであったFC大阪の運営母体の一つである一般社団法人・FC大阪スポーツクラブの寄贈により、芝生の改良が行われ、指定管理者の大阪府公園協会、並びに施設所有者の大阪府との維持管理協定に基づいて、FC大阪に管理委託を行っている（2023年のJ3昇格後はライセンスのスタジアム規定の関係で、練習場のみの用途に限定して使用）